# 馬自達流雅

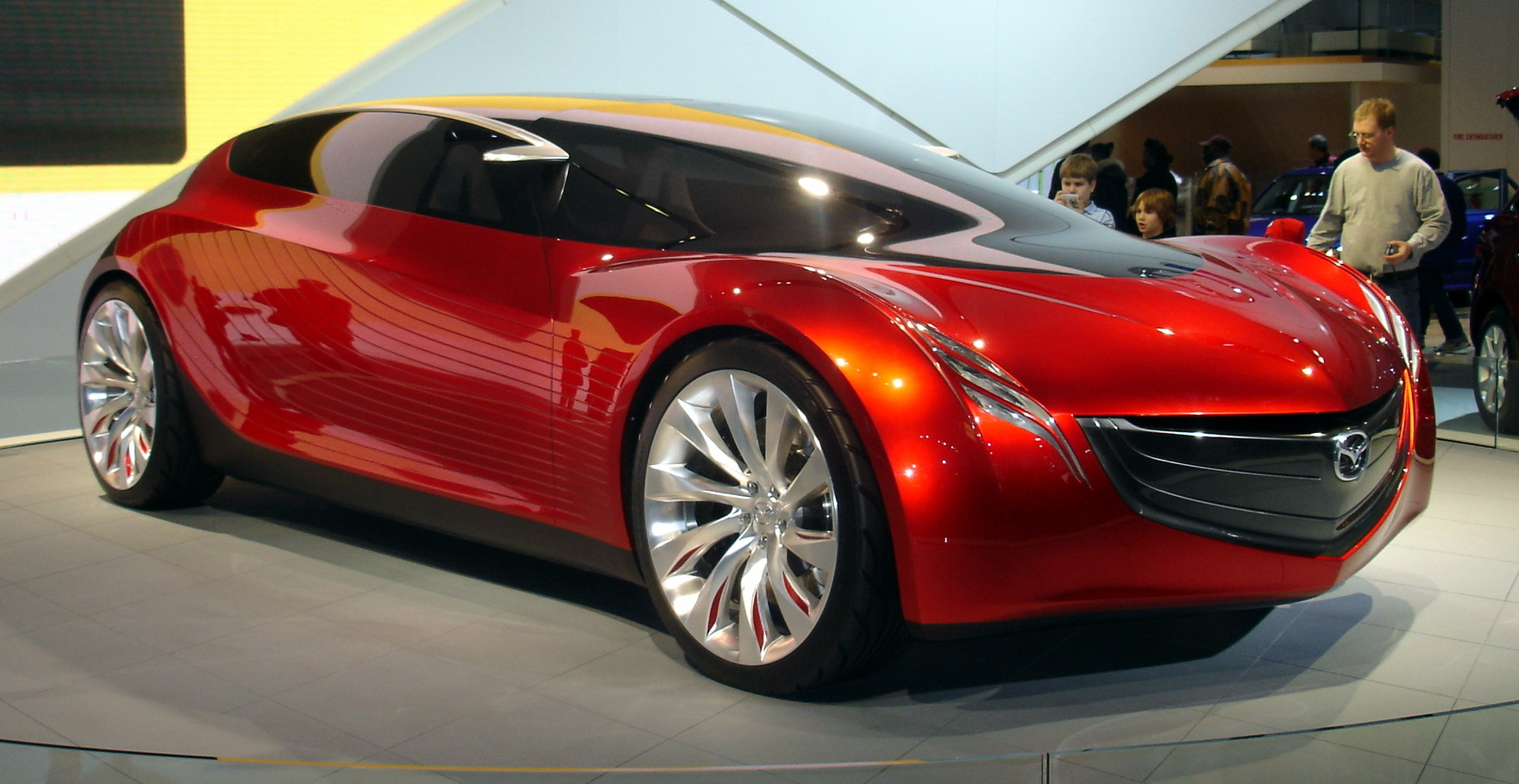
馬自達流雅在2007年底特律車展上

馬自達流雅（日语：マツダ・流雅〔りゅうが〕；Mazda Ryuga）是一款由日本馬自達公司開發的概念車。

## 概要
該款車正式於2007年底特律國際車展上對外公開，是馬自達繼流之後，第二款以「流動」為設計概念的概念車。
從車頭、車側至車尾都可以明顯發現流動的線條痕跡，看起來像是風吹拂過車身。外觀有誇張的21英吋輪圈、上掀鷗翼式車門，內裝則為2+2座椅。

## 車輛規格
- 全長：4,280 毫米
- 全寬：1,900 毫米
- 全高：1,260 毫米
- 軸距：2,800 毫米
- 乘坐人數：2 + 2人
- 引擎：2.5L MZR E85生質燃料汽油引擎
- 變速系統：六速自動排檔
- 驅動方式：FF前置引擎、前輪驅動

## 外部連結
- （日語） 馬自達官方網站新聞稿